# Timori remetepapagáj
A timori remetepapagáj (Aprosmictus jonquillaceus) a madarak osztályának papagájalakúak (Psittaciformes) rendjébe és a szakállaspapagáj-félék (Psittaculidae) családjába  tartozó faj.

## Előfordulása
Indonézia és Kelet-Timor területén honos. A természetes élőhelye szubtrópusi és trópusi hegyi  esőerdők, száraz szavannák, valamint erősen leromlott egykori erdők és ültetvények.

## Alfajai
- Aprosmictus jonquillaceus jonquillaceus (Vieillot, 1818)
- Aprosmictus jonquillaceus wetterensis (Salvadori, 1891)

## Megjelenése
Testhossza 35 centiméter, testtömege 130 gramm.